# Victimes sacrificielles du Minotaure

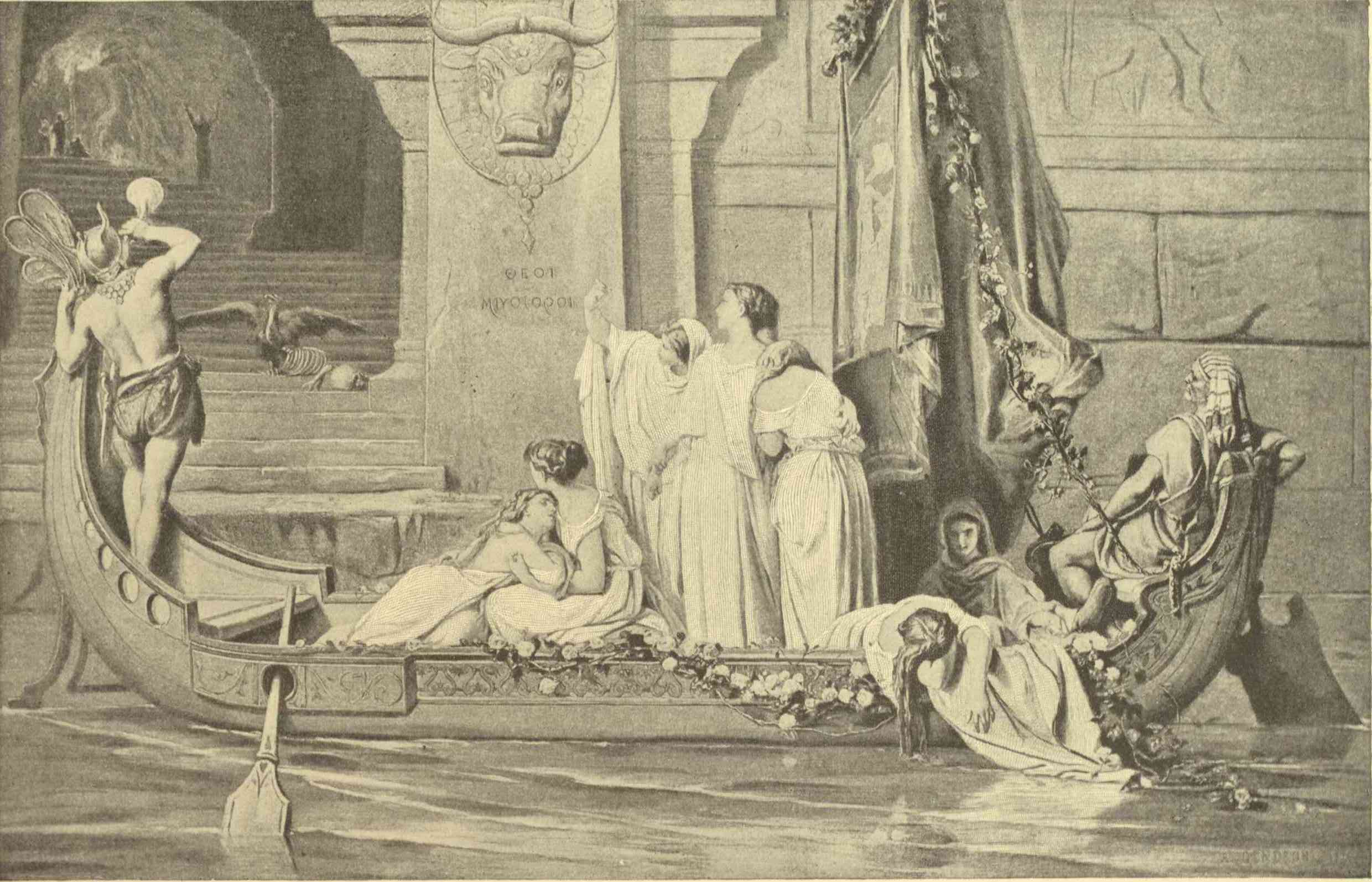
Les victimes sacrificielles du Minotaure sur une illustration de Charles Francis Horne, 1894

Dans la mythologie grecque, les victimes sacrificielles du Minotaures sont quatorze jeunes citoyens nobles (sept jeunes hommes et sept jeunes filles) que les habitants d'Athènes sont contraints de choisir et d'offrir, à un moment de leur histoire, au monstre mi-humain, mi-taurin, par le roi crétois Minos, en représailles pour la mort de son fils Androgée.

## Mythologie

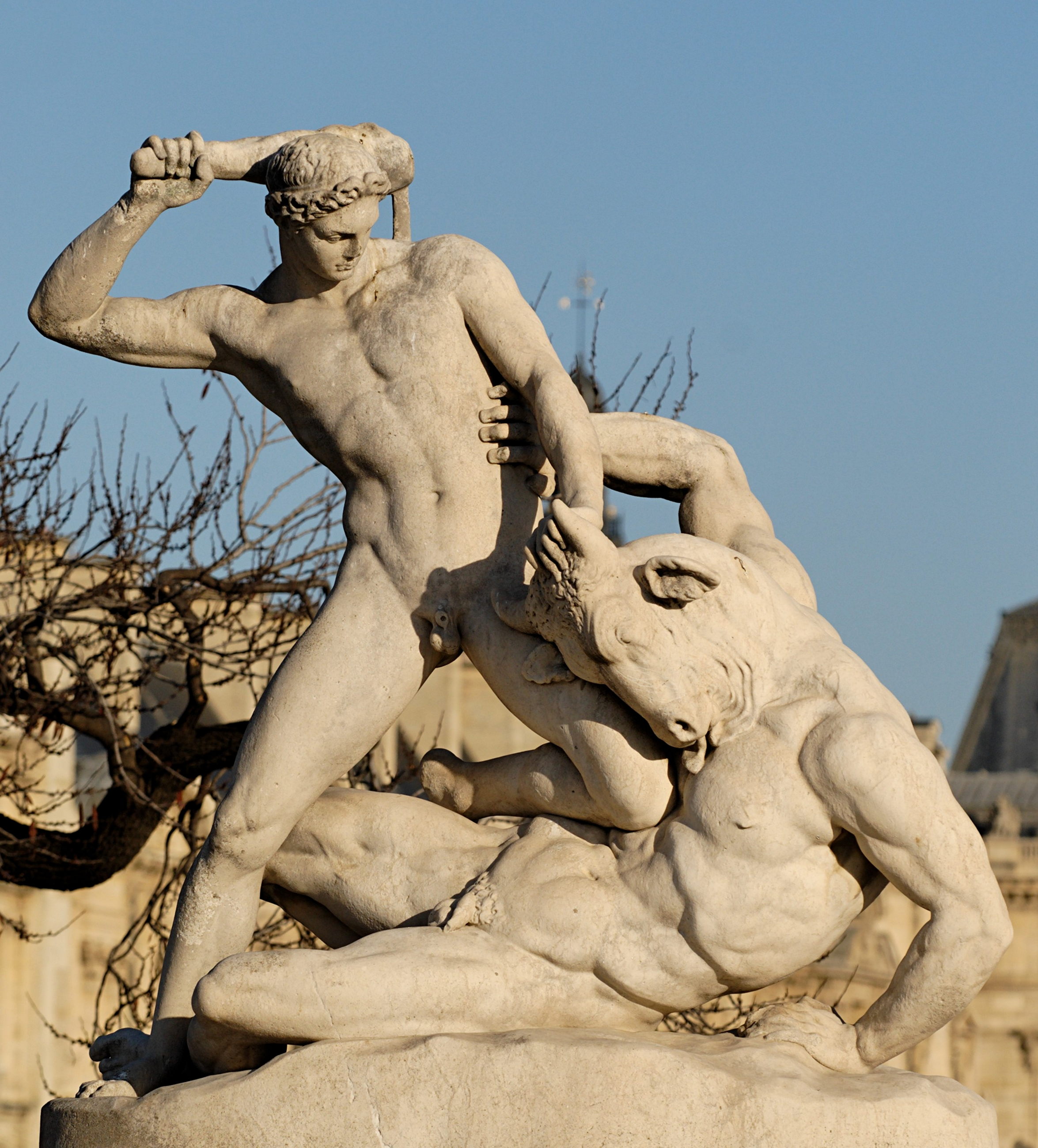
Thésée affrontant le Minotaure, d'après une sculpture de Jules Ramey, marbre, 1826, exposée au jardin des Tuileries, à Paris.

Excellent athlète, Androgée, fils du roi Minos, est tué par des jeunes gens d'Athènes et de Mégare à la demande du roi Égée, jaloux de ce qu'il leur a enlevé tous les prix aux Panathénées. Minos, pour venger ce meurtre, s'empare de ces deux villes, et oblige les habitants à lui envoyer tous les ans ou tous les quelques années sept jeunes garçons et sept jeunes filles qui étaient alors livrés au Minotaure. Dans une autre version Égée, jaloux des triomphes d'Androgée aux Panathénées, le pousse à affronter le taureau du Marathon. Androgée est tué lors du combat. Apprenant sa mort, Minos lance une attaque contre Athènes. Décimés par la peste envoyée par Zeus et sur les conseils d'un oracle, les Athéniens sont forcés de se rendre. Pareillement, Minos leur impose un tribut : lui envoyer tous les ans sept jeunes garçons et sept jeunes filles qui seront livrés au Minotaure.  
Les victimes étaient tirées au sort, devaient être désarmées et finiraient soit par être consommées par le Minotaure, soit par se perdre et périr dans le Labyrinthe, la structure où le Minotaure était gardé. Les offrandes devaient avoir lieu tous les un, sept ou neuf ans selon les versions et durèrent jusqu'à ce que Thésée se porte volontaire pour rejoindre le troisième groupe de victimes potentielles, tue le monstre et conduise ses compagnons en toute sécurité hors du Labyrinthe,,,.

## Rationalisation du mythe

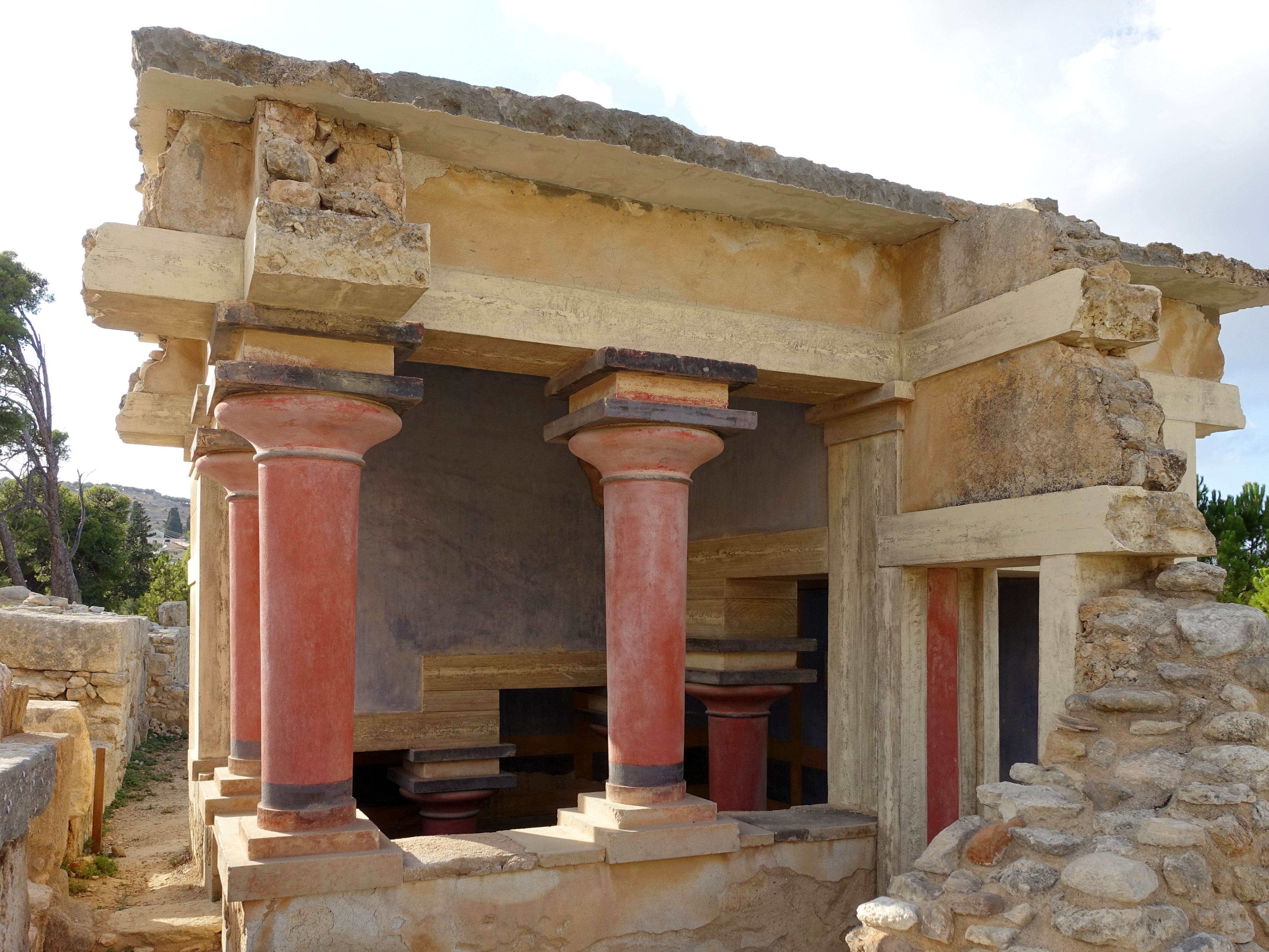
Le palais de Cnossos pourrait être à l'origine du mythe du labyrinthe selon certains archéologues.

Plutarque dans sa Vie de Thésée cite une version rationalisée de ce mythe, faisant référence à Philochore qui à son tour prétendait suivre une tradition crétoise locale. Selon elle, les jeunes n'ont pas été réellement tués mais donnés comme prix aux gagnants des jeux funéraires d'Androgée. Le Labyrinthe était un donjon ordinaire où ils étaient temporairement gardés. Le vainqueur qui les reçut en prix fut Taurus, le général le plus puissant de Minos. Il maltraitait les jeunes, gagnant ainsi la réputation d'un monstre. Plutarque cite en outre une œuvre perdue d'Aristote, La Constitution des bottéens (en), dans laquelle les jeunes Athéniens n'auraient pas été tués en Crète, mais réduits en esclavage pour le reste de leur vie. De plus, lorsque, des générations plus tard, les Crétois envoyèrent une offrande de leur premier-nés à Delphes en accomplissement d'un serment, des descendants de ces Athéniens se trouvaient parmi ceux envoyés. L'ensemble du groupe s'est installé à Delphes mais est rapidement devenu incapable de subvenir à ses besoins. Ils ont alors d'abord déménagé à Iapygie en Italie, puis à Bottiée en Thrace.

## Noms des victimes

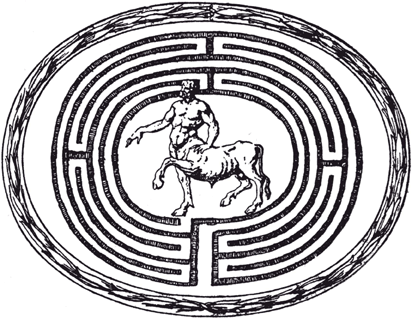
Le Minotaure dans le labyrinthe où les jeunes gens doivent trouver la mort. Gravure d'une gemme du XVI de la collection Médicis au palais Strozzi, à Florence. Sur cette illustration la créature est représentée sous la forme d'un bucentaure et non d'un minotaure.

Les noms individuels des jeunes et des jeunes filles qui ont navigué en Crète avec Thésée sont très mal conservés dans les sources existantes. Toutes les informations récupérables sont collectées dans le Ausführliches Lexikon der griechischen und römischen Mythologie de W. H. Roscher, qui fournit quatre listes alternatives de noms.
Liste 1 (basée sur celle largement corrompue trouvée de Servius, avec corrections et variantes par différents érudits)
| No. | Jeunes hommes                                            | Jeunes filles                                             |
| --- | -------------------------------------------------------- | --------------------------------------------------------- |
| 1.  | Hippophorbas, fils de Alypus/Aethlius ou Eurybius/Elatus | Péribée/Éribée, fille d'Alcathous (en)                    |
| 2.  | Idas, fils d'Arcas                                       | Melanippe/Medippe/Melippe, fille de Pyrrhus/Perius/Pylius |
| 3.  | Antimachus/Antiochus, fils de Euander                    | Hésione, fille de Céléus                                  |
| 4.  | Ménestheus/Ménesthes de Sounion                          | Andromache, fille de Eurymedon                            |
| 5.  | [Am]phidocus de Rhamnonte                                | Eurymédusa, fille de Polyxenus                            |
| 6.  | Démoleon, fils de Cydon/Cydas/Cydamus                    | Europe, fille de Laodicus                                 |
| 7.  | Porphyrion, fils de Céléus                               | Mélite, fille de Tricorythus/ Tricolonus/ Triagonus       |

Deux des victimes de cette première liste, Hésione et Porphyrion, pourrait également être frère et sœur, ayant tous deux Céléus désigné comme père.

Liste 2 (source: peinture sur le Vase François; CIG 4. 8185)
| No. | Jeunes hommes                         | Jeunes filles     |
| --- | ------------------------------------- | ----------------- |
| 1.  | Phaedimus                             | Hip[p]odaméia     |
| 2.  | Daédochus (=Dadouchus; ou Dailochus?) | Ménèstho/Ménèsthe |
| 3.  | [Eu]rysthènes                         | Coronis           |
| 4.  | Heuchistratus (=Euxistratus)          | Damasistrate      |
| 5.  | Antiochus                             | Astéria           |
| 6.  | Hernipus (=Hermippus)                 | Lysidice          |
| 7.  | Procritus                             | Éribée            |

Liste 3 (source: céramique à figures noires sur un vase par Archicles et Glaucytes provenant de Vulci, aujourd'hui à Munich; CIG 4. 8139)
| No. | Jeunes hommes | Jeunes filles    |
| --- | ------------- | ---------------- |
| 1.  | Lycinus       | Euanthe          |
| 2.  | Antias        | Anthylla         |
| 3.  | Simon         | Glycé            |
| 4.  | Lycius        | Enpedo (=Empedo) |
| 5.  | Solon         | Eutil...         |
| 6.  | Timo...       | Eunice           |

List 4 (incomplet; source: céramique à figures noires sur un vase différent provenant de Vulci, aujourd'hui à Leyde; CIG 4. 7719)
| No. | Jeunes hommes | Jeunes filles |
| --- | ------------- | ------------- |
| 1.  | Phaenip[p]us  | Ti[mon]ice    |
| 2.  | Astydamas     | Demodice      |
| 3.  | Callicrates   |               |
| 4.  | Procritus     |               |

Parmi ceux-ci, seule Éribée (Péribée), la fille d'Alcathous, apparaît dans les sources littéraires existantes et a une trame de fond mythologique indépendante survivante.
Il est également remarqué dans le Lexique que certains des noms de la liste de Servius ont été observés correspondre aux noms des dèmes attiques (à savoir. Antiochus : Antiochis ; Cydas/Cydamus : Cydantidae ; Melite : Melite (dème) et Melite ; nom du père de Melite : Tricorynthus), ce qui rend plus ou moins sûr de supposer qu'ils puissent provenir d'un poème épique sur Thésée. Les peintres de vases, en revanche, auraient pu simplement inventer les noms, bien que ceux des listes 2 et 4 rappellent également la tradition épique. Le nom Procritus, apparaissant sur deux des quatre listes, a été comparé à "Procris", bien que d'autres aient suggéré la lecture "Herocritus" à la place. Les noms Polyxenus, Céléus et Ménesthée sur la liste 1 (s'ils sont restaurés correctement) rappellent également les héros attiques Polyxenus, Céléos et Ménesthée.

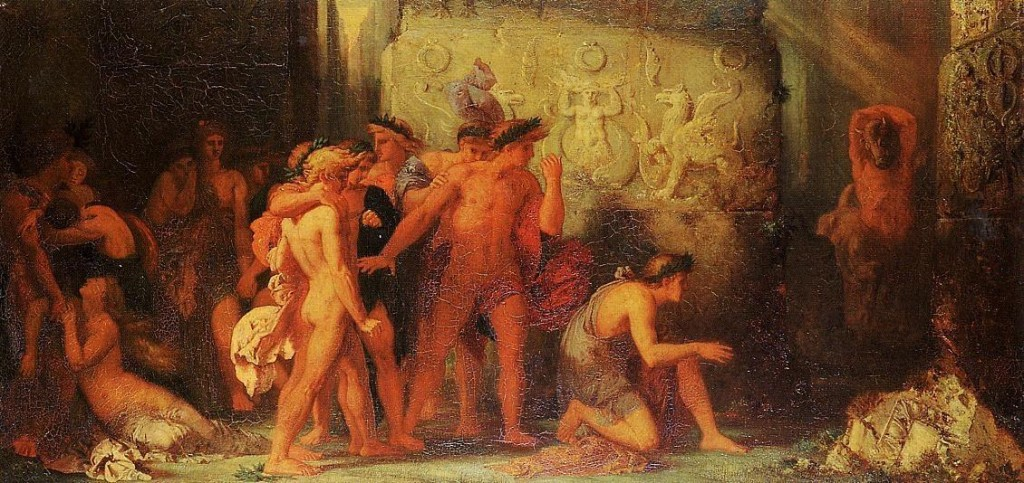
Les Athéniens livrés au Minotaure dans le labyrinthe de Crète par Gustave Moreau, 1855, musée de Brou

## Pages connexes
- Minos
- Minotaure
- Thésée